# Accademia Filarmonica Romana

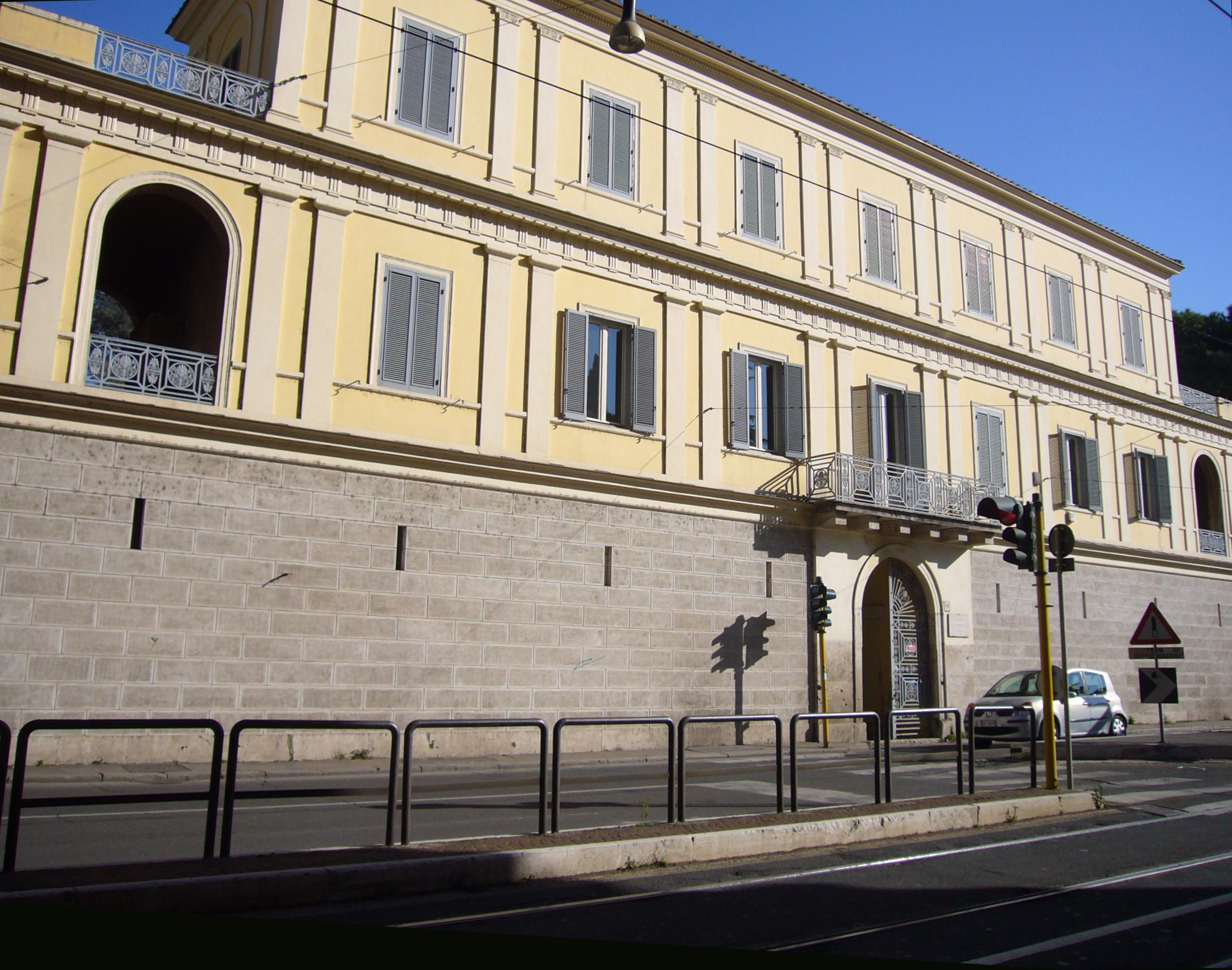
La sede dell'Accademia Filarmonica Romana, in via Flaminia

L'Accademia Filarmonica Romana è un ente privato senza scopo di lucro, fondato a Roma nel 1821, che organizza concerti di musica da camera e sinfonica, balletti e spettacoli di teatro musicale.

## Storia
L'Accademia venne fondata a Roma nel 1821 da un gruppo di musicisti dilettanti guidati dal compositore Raffaele Muti Papazzurri (1801-1858), con lo scopo di favorire l'esecuzione di musica da camera e sinfonica, o per l'esecuzione in forma di concerto di opere liriche la cui rappresentazione fosse impedita dalla censura. Sebbene già nel 1824 fosse diventata una istituzione ufficiale dello Stato Pontificio avente lo scopo di "formare allievi abili all'esercizio dei due generi di musica vocale ed istrumentale", ebbe una vita travagliata: subì una prima interruzione fra il 1849 e il 1856, per difficoltà economiche, e una seconda dal 1860 al 1870 per difficoltà politiche, in quanto numerosi accademici avevano manifestato idee liberali. Venne pertanto ricostituita una prima volta ad opera di Cesare De Sanctis (4 gennaio 1856), una seconda volta dopo Porta Pia.
Con l'unità d'Italia (1870) la Filarmonica Romana si trasformò di fatto in una società corale; nel 1878 ottenne l'incarico di curare le esecuzioni musicali nelle commemorazioni ufficiali che si svolgevano al Pantheon, per esempio in occasione della morte di Vittorio Emanuele II. Nel 1915 L'Accademia Filarmonica venne in possesso di una nuova sede in via di Ripetta (sarà poi intitolata al compositore Giovanni Sgambati), ponendo così le premesse per l'inizio di un'importante attività concertistica che, iniziata nel 1920 dal segretario dell'Accademia Romolo Giraldi, si svolse nel periodo fra le due guerre mondiali nell'auditorium costruito nel luogo dove sorge il mausoleo di Augusto e che fu smantellato dal fascismo nel 1936 assieme alle costruzioni limitrofe fra cui la stessa sede, la Sala Sgambati. Nel 1943, durante la seconda guerra mondiale, l'attività della Filarmonica fu sospesa.
La rifondazione dell'Accademia avvenne nel 1946 con la direzione artistica di Alfredo Casella il quale si impegnò soprattutto nel far conoscere la musica contemporanea. La sede amministrativa, essendo stata demolita la Sala Sgambati, venne posta nella Casina Vagnuzzi in via Flaminia n. 118 (in prossimità di Piazza del Popolo), mentre la sede dei concerti fu dapprima il Teatro Eliseo e successivamente il Teatro Olimpico, di proprietà della Filarmonica dal 1980, sito in Piazza Gentile da Fabriano n. 17 (Lungotevere Flaminio). Caratteristica della programmazione nel secondo dopoguerra è l'attenzione al balletto e al teatro da camera.
La Filarmonica Romana possiede inoltre una Biblioteca, ricca di spartiti a stampa e manoscritti, e un vasto archivio storico.

## Direttori artistici
- 1919-20 - Luigi Forino
- 1920-21 - Giacomo Setaccioli
- 1921-23 - Alessandro Bustini
- 1923-25 - Vincenzo Di Donato
- 1925-27 - Alberto Cametti
- 1927-30 - Alessandro Bustini
- 1930-32 - Mario Corti
- 1932-34 - Alfredo Casella
- 1934-43 - Vincenzo Di Donato
- 1945-46 - Virgilio Mortari
- 1946-47 - Alfredo Casella
- 1947-50 - Goffredo Petrassi
- 1950-53 - Mario Peragallo
- 1953-55 - Antonio Pedrotti
- 1955-58 - Roman Vlad
- 1958-60 - Valentino Bucchi
- 1960-63 - Massimo Bogianckino
- 1963-66 - Guido Turchi
- 1966-69 - Roman Vlad
- 1969-72 - Giorgio Vidusso
- 1972-73 - Mario Labroca
- 1973-76 - Gioacchino Lanza Tomasi
- 1976-78 - Luciano Berio
- 1978-81 - Bruno Cagli
- 1981-83 - Hans Werner Henze
- 1983-86 - Giorgio Vidusso
- 1986-88 - Bruno Cagli
- 1988-91 - Gioacchino Lanza Tomasi
- 1991-94 - Paolo Arcà
- 1994-97 - Massimo Bogianckino
- 1997-2000 - Matteo D'Amico
- 2001-2004 - Marcello Panni
- 2005-2007 - Giorgio Battistelli
- 2007-2009 - Marcello Panni
- 2010-2014 - Sandro Cappelletto
- 2014-2017 - Matteo D'Amico
- 2018-2021 - Andrea Lucchesini
- 2022-2024 - Enrico Dindo
- dal 2024 - Domenico Turi